# Franz Bopp

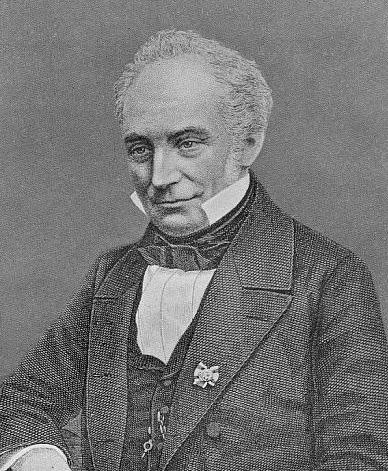
Franz Bopp

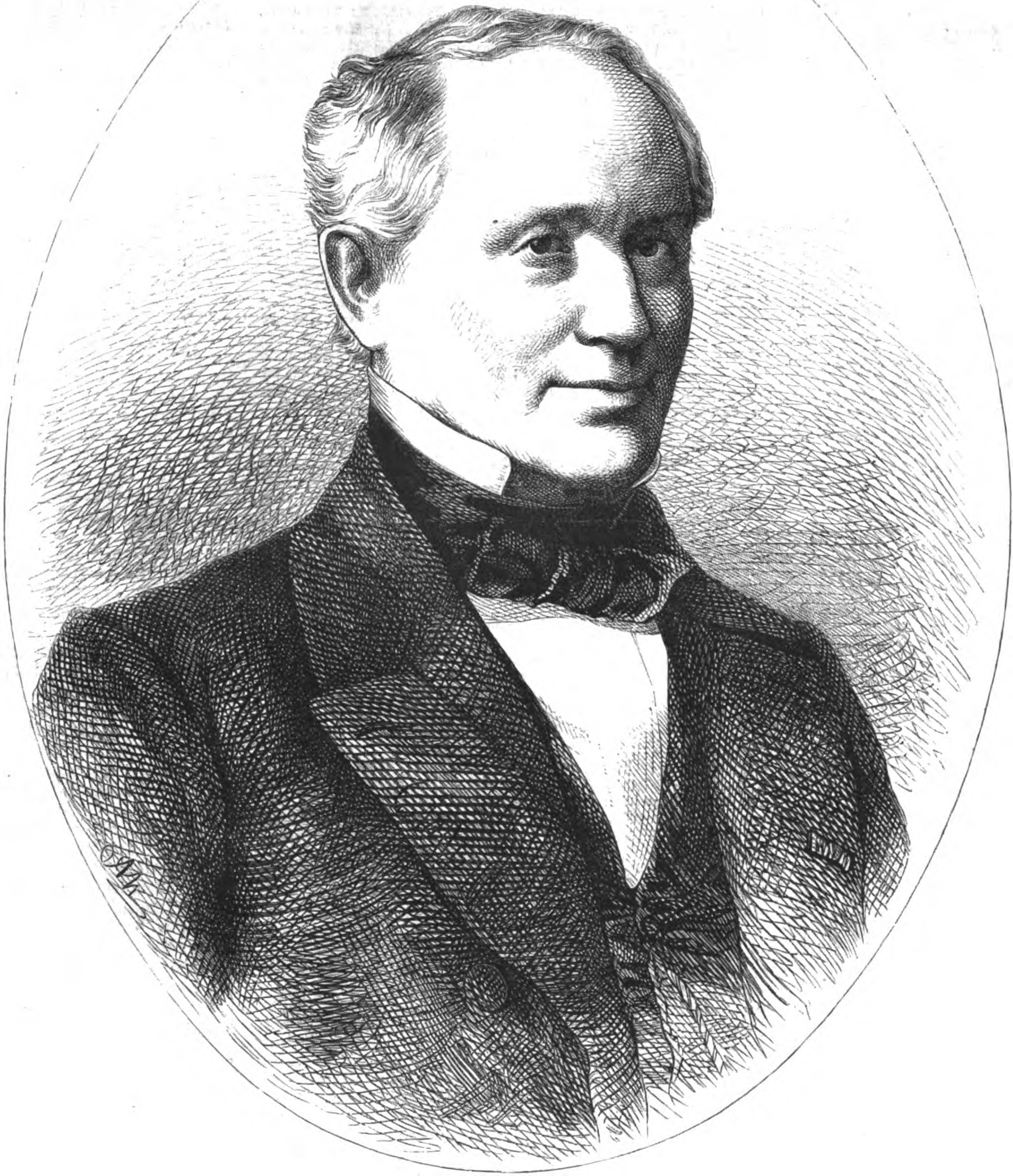
Franz Bopp, 1866. Grafik von A. Neumann.

Franz Bopp (* 14. September 1791 in Mainz; † 23. Oktober 1867 in Berlin) war ein deutscher Sprachwissenschaftler und Sanskritforscher. Er gilt als Begründer der historisch-vergleichenden indogermanischen Sprachwissenschaft. 

## Leben und Werk
Bopp war der Sohn des Andreas Bopp (um 1765–1840), eines Futter- und Wagenschreibers am kurmainzischen Hof, der aus Stockstadt am Main stammte, und dessen Ehefrau Regina Linck († 1820), einer Mainzer Bürgerstochter.
Bopp siedelte mit seinen Eltern von Mainz nach Aschaffenburg über, wo seine Gymnasiallehrer Karl Windischmann und der Bibliothekar Joseph Merkel (1788–1866) in ihm das Interesse an orientalischen Studien weckten. Windischmann und Bopp lasen Friedrich Schlegels Über die Sprache und Weisheit der Indier, das großes Aufsehen erregte. 1812 ging Franz Bopp nach Paris. Dort, im Umgang mit Antoine-Léonard de Chézy, Silvestre de Sacy, August Wilhelm Schlegel und anderen, reifte unter Benutzung der dortigen Bücher- und Handschriftensammlungen seine bahnbrechende Schrift Über das Conjugationssystem der Sanskritsprache in Vergleichung mit jenem der griechischen, lateinischen, persischen und germanischen Sprache, die mit einer empfehlenden Vorrede seines Lehrers Windischmann 1816 in Frankfurt am Main erschien. Diese Schrift von nicht einmal 160 Seiten markierte den Beginn der Indogermanistik als Wissenschaft; Franz Bopp gilt als ihr Begründer.
Im Conjugationssystem erbrachte Bopp anhand der Verbalstrukturen dieser Sprachen den methodischen Beleg für ihre genetische Verwandtschaft, die der englische Orientalist William Jones zuerst postuliert hatte. Später erweiterte er den Kreis der indogermanischen Sprachen um das Slawische, Litauische, Albanische und Armenische.
Von König Maximilian I. von Bayern erhielt er die Mittel, nach London zu gehen. Hier machte er die Bekanntschaft mit dem damaligen preußischen Gesandten Wilhelm von Humboldt, der sein Schüler im Sanskrit wurde. Bopp erweiterte sein Konjugationssystem zu einer auch die Deklination umfassenden englischen Darstellung und gab den Text mit lateinischer Übersetzung von Nala, einer Episode aus dem Mahabharata (London 1819), heraus.
Nach Bayern zurückgekehrt, erhielt er auf Humboldts Veranlassung 1821 eine außerordentliche Professur an der Universität zu Berlin, wurde 1822 Mitglied der dortigen Akademie der Wissenschaften und 1825 ordentlicher Professor der orientalischen Literatur und allgemeinen Sprachkunde in Berlin. Im gleichen Jahr heiratete er Luise Matthies († 1879), die evangelische Tochter eines Hildesheimer Ratsherrn. Mit seiner Familie bezog er eine Wohnung in der Behrenstraße 64 in der Berliner Friedrichstadt.
Seine umfassende Tätigkeit, die einen Sprachkreis nach dem anderen in zahlreichen Einzelschriften erarbeitete, gipfelte 1833 in der Veröffentlichung Vergleichende Grammatik des Sanskrit, Zend, Griechischen, Lateinischen, Litauischen, Gotischen und Deutschen (Berlin 1833–52, 6 Bde.; 3. Aufl. 1868–71, 3 Bde.; 1845 von E. B. Eastwick ins Englische und 1866 von Michel Bréal ins Französische übertragen).
Daneben verfasste Bopp ein Ausführliches Lehrgebäude der Sanskritsprache (Berlin 1828), woran sich die lateinische Grammatica critica linguae sanscritae (Berlin 1829–32) und die auch durch ihre praktische Anordnung ausgezeichnete Kritische Grammatik der Sanskritsprache in kürzerer Fassung (Berlin 1834, 4. Aufl. 1868) anschlossen.
Das Glossarium sanscritum (Berlin 1830, 3. Auflage 1866) lieferte ausreichendes Material für die erste Lektüre des Sanskrits und ein entsprechendes sprachvergleichendes Glossar. Dem Mahābhārata entnahm er außer Nalas und Damajanti die mit Sorgfalt edierten Episoden Indralokāgamanam. Ardschunas Reise zu Indras Himmel und Die Sündflut nebst drei andern der wichtigsten Episoden des Mahâbhârata.

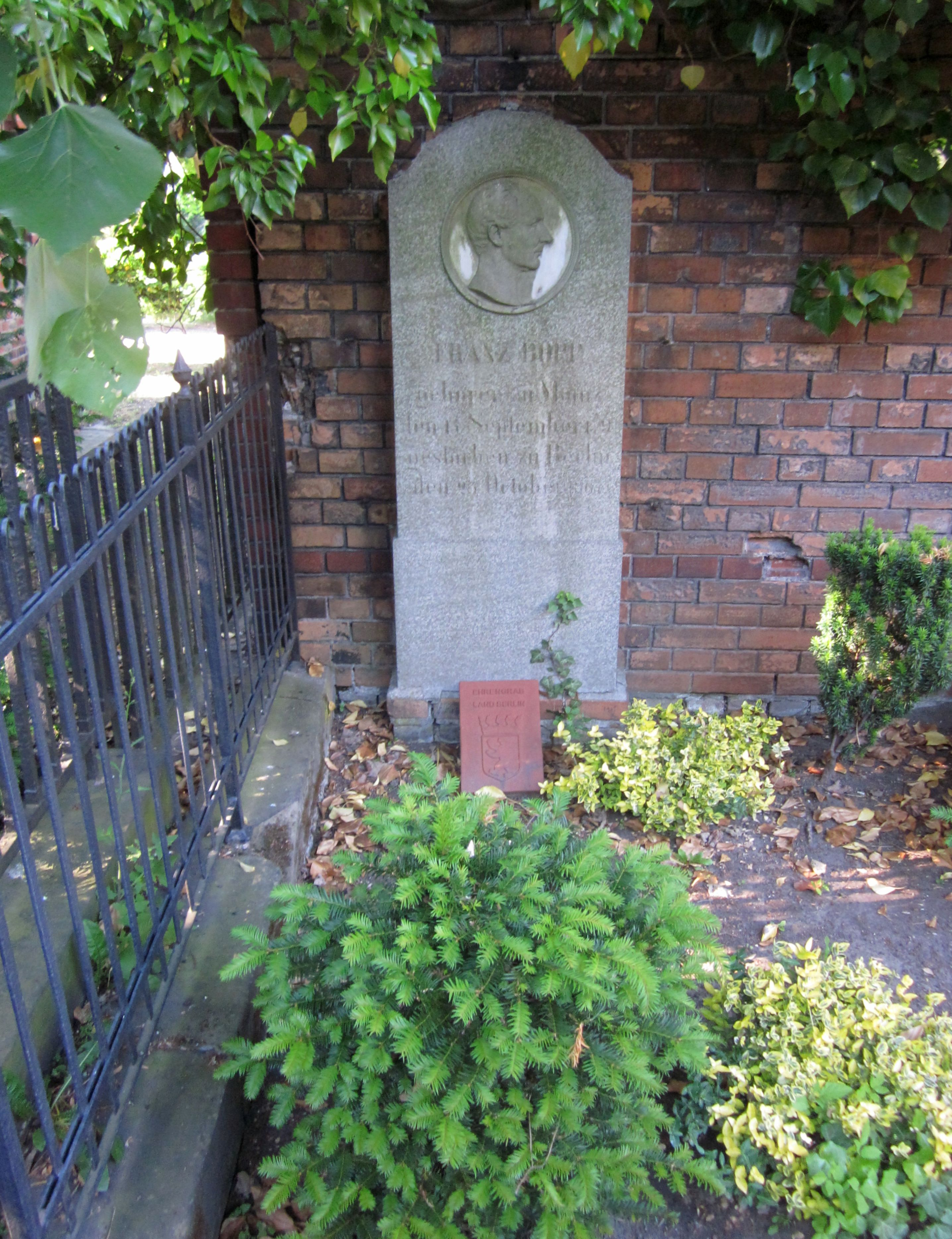
Grab von Franz Bopp mit Ehrengrab-Markierung

Der 16. Mai 1866 wurde als der 50. Jahrestag des Erscheinens seines Konjugationssystems festlich begangen. Gleichzeitig diente der Tag dazu, eine besondere Stiftung zu gründen, die Bopp-Stiftung. Deren Finanzierung erfolgte aus Beiträgen der deutschen Fürsten, der Philologen aus den deutschen Staaten, aber letztendlich aus aller Welt.
Er wurde auf dem Dreifaltigkeitskirchhof II in Berlin-Kreuzberg beigesetzt. Seine letzte Ruhestätte wird als Ehrengrab des Landes Berlin erhalten. Am Grabstein befindet sich ein Porträtrelief von Bopp.

## Ehrungen
Franz Bopp war einer der ersten dreißig Ritter der zivilen Klasse des Pour le Mérite (Pour le Mérite für Wissenschaft und Kunst), die von Friedrich Wilhelm IV. 1842 gestiftet worden war.
 Seit 1850 war er auswärtiges Mitglied der Bayerischen Akademie der Wissenschaften und seit 1854 der Göttinger Akademie der Wissenschaften. 1853 wurde er als korrespondierendes Mitglied in die Russische Akademie der Wissenschaften in Sankt Petersburg aufgenommen. 1855 wurde er in die American Academy of Arts and Sciences und 1863 in die American Philosophical Society gewählt. Ab 1857 war er auswärtiges Mitglied der Académie des Inscriptions et Belles-Lettres. 1865 erhielt er den Bayerischen Maximiliansorden für Wissenschaft und Kunst. Von 1828 bis 1851 war er korrespondierendes Mitglied der Königlich Niederländischen Akademie der Wissenschaften.
In Aschaffenburg, Berlin-Kreuzberg und Mainz-Neustadt wurden die Boppstraßen nach ihm benannt.

## Mitgliedschaften
Franz Bopp war Mitglied der Deutschen Morgenländischen Gesellschaft.

## Schriften (Auswahl)
Zu seinen weiteren Schriften gehören:
- Über das Conjugationssystem der Sanskritsprache in Vergleichung mit jenem der griechischen, lateinischen, persischen und germanischen Sprache. Frankfurt a. M. 1816 (Digitalisat).
- Ausführliches Lehrgebäude der Sanskrita-Sprache. 1827 (Digitalisat).
- Vocalismus oder sprachvergleichende Kritiken über J. Grimmʼs deutsche Grammatik und Graffʼs althochdeutschen Sprachschatz mit Begründung einer neuen Theorie des Ablauts. Berlin 1836. (Digitalisat)
- Über die celtischen Sprachen vom Gesichtspunkte der vergleichenden Sprachforschung. Vortrag Akademie der Wissenschaften Berlin 1838. (Digitalisat)
- Über die Verwandtschaft der malayisch-polynesischen Sprachen mit den indisch-europäischen. Berlin 1841. (Digitalisat)
- Die Kaukasischen Glieder des Indoeuropäischen Sprachstamms. Berlin 1847. (Digitalisat)
- Über die Sprache der alten Preussen in ihren verwandtschaftlichen Beziehungen. Berlin 1853 (Digitalisat)
- Vergleichendes Accentuationssystem nebst einer gedrängten Darstellung der grammatischen Übereinstimmungen des Sanskrit und Griechischen. (Digitalisat)
- Über das Albanesische in seinen verwandtschaftlichen Beziehungen. Berlin 1855. (Digitalisat)